# Areley Kings
Areley Kings – wieś w Anglii, w hrabstwie Worcestershire, w dystrykcie Wyre Forest. Leży 17 km na północ od miasta Worcester i 175 km na północny zachód od Londynu. W 2001 miejscowość liczyła 6041 mieszkańców.